# The Millionaire (serie televisiva)
The Millionaire  è una serie televisiva statunitense in 207 episodi trasmessi per la prima volta nel corso di 6 stagioni dal 1955 al 1960. È basata sul film Se avessi un milione del 1932.

## Trama
È una serie televisiva di tipo antologico in cui ogni episodio rappresenta una storia a sé. Gli episodi sono storie del genere drammatico e vengono presentati da Marvin Miller che interpreta Michael Anthony. Gli episodi esplorano le vite di persone comuni che vengono cambiate da inaspettate ricchezze. Ognuna di queste persone ottiene in ogni episodio, apparentemente dal nulla, un milione di dollari da uno sconosciuto. Lo sconosciuto benefattore è Tipton Beresford Jr. di cui, per tutta la serie, si vede solo il suo braccio destro quando firma l'assegno di un milione di dollari, ogni settimana, e lo consegna al suo segretario, Michael Anthony (la voce è interpretata da Paul Frees). Questi si reca personalmente dal destinatario, gli consegna l'assegno e va via per sempre. Il beneficiario firma una dichiarazione legale vincolante per la quale non potrà mai rivelare la fonte del denaro. La voce di Tipton Beresford è interpretata da Paul Frees.

## Produzione
La serie fu prodotta da Columbia Broadcasting System e Don Fedderson Productions
Gli sceneggiatori principali della serie sono stati Muriel Roy Bolton (37 episodi), Mary C. McCall Jr. (15 episodi) e Jo Pagano (13 episodi).

## Personaggi e interpreti

### Personaggi principali
- Michael Anthony, interpretato da Marvin Miller.
- John Beresford Tipton (solo voce), interpretato da Paul Frees.

### Guest star
Numerosi attori poi in seguito diventati volti popolari del cinema e della Tv si prestarono a fare parte del cast dei vari episodi. Tra questi: Charles Bronson, Joe Besser, Carl Betz, Peggie Castle, Ben Cooper, Pat Conway, Russ Conway, Ellen Corby, Richard Deacon, Francis De Sales, John Ericson, Beverly Garland, Tod Griffin, Robert Harland, Carolyn Jones, Keith Larsen, Dean Miller, Hugh O'Brian, Phyllis Coates, Joyce Meadows, Martin Milner, Debra Paget, Gregg Palmer, Edna Skinner, Denver Pyle, Sherry Jackson, Angie Dickinson, Robert Vaughn, Patrick McVey, Mary Tyler Moore, Agnes Moorehead, Gilman Rankin, Wayne Rogers, Robert F. Simon, Kim Spalding, Aaron Spelling, Randy Stuart, John Vivyan, Johnny Washbrook, Michael Winkelman, e Dick York.

## Parodia
Nel 1978, la rete televisiva canadese Second City Television produsse una parodia della serie chiamata The $Millionaire. In questa parodia, Tipton (interpretato da Joe Flaherty) ha dato via così tanti soldi nel corso degli anni che è praticamente fallito. Egli continua il suo esperimento sociale, potendosi permettere però di dare via solo 50 dollari alla volta. John Candy interpreta il fedele Michael Anthony che, umiliato, consegna i 50 dollari ai beneficiari di turno, una coppia di coniugi impegnati in un litigio che lo cacciano via in malo modo.

### Registi
Tra i registi della serie sono accreditati:
- James Sheldon (35 episodi, 1957-1960)
- Alfred E. Green (31 episodi, 1955-1958)
- Gerald Mayer (19 episodi, 1956-1958)
- Robert Altman (11 episodi, 1958-1959)
- John Peyser (10 episodi, 1957-1959)
- James V. Kern (7 episodi, 1956-1959)
- John Brahm (3 episodi, 1956-1957)
- William A. Seiter (2 episodi, 1955)
- Charles F. Haas (2 episodi, 1956-1957)
- Sobey Martin (2 episodi, 1956-1957)
- R.G. Springsteen (2 episodi, 1957-1958)
- Dick Darley (2 episodi, 1960)
- Joe Parker (2 episodi, 1960)

## Distribuzione
La serie fu trasmessa negli Stati Uniti dal 1955 al 1960 sulla rete televisiva CBS dalla MCA TV Exclusive Distributors (stagioni 1-5) e dalla CBS, Inc.(stagione 6).

## Episodi
| Stagione         | Episodi | Prima TV originale |
| ---------------- | ------- | ------------------ |
| Prima stagione   | 23      | 1955               |
| Seconda stagione | 37      | 1955-1956          |
| Terza stagione   | 39      | 1956-1957          |
| Quarta stagione  | 35      | 1957-1958          |
| Quinta stagione  | 37      | 1958-1959          |
| Sesta stagione   | 36      | 1959-1960          |